# Hans Oldorf
Hans Oldorf (* 30. April 1896 in Köchelstorf; † 7. Oktober 1964 in Bad Reichenhall) war ein deutscher Politiker der SPD.

## Leben und Beruf
In Mecklenburg-Schwerin geboren, kam Oldorf als Vierjähriger mit seinen Eltern nach Lübeck. Dort besuchte er die Volksschule und absolvierte anschließend eine Lehre zum Maschinenbauer. Während seiner Lehrzeit wurde er Mitglied des Deutschen Metallarbeiter-Verbandes. Nach der Lehre arbeitete er als Wandergeselle im Rheinland, dem Ruhrgebiet und in Kiel. Von 1915 bis 1919 war er Soldat. Er arbeitete zunächst bei der Lübeck-Büchener Eisenbahn, wurde aber 1930 arbeitslos. 1931 wurde er wegen unerlaubten Waffenbesitzes zu fünfzehn Monaten Gefängnis verurteilt, aber bereits nach einem halben Jahr amnestiert. Von April 1933 bis April 1935 wurde er von den Nationalsozialisten ohne Prozess in verschiedenen Gefängnissen und im KZ Fuhlsbüttel festgehalten. Von Dezember 1935 bis Juni 1936 war er wegen angeblicher Vorbereitung zum Hochverrat erneut inhaftiert, wurde aber nicht verurteilt. Nach der Freilassung arbeitete er wieder im Maschinenbau, bis er 1939 zum Kriegsdienst bei der Luftwaffe eingezogen wurde. Im Zweiten Weltkrieg wurde er wegen Wehrkraftzersetzung vor einem Feldgericht angeklagt, das Verfahren wurde jedoch eingestellt. Danker und Lehmann-Himmel charakterisieren ihn in ihrer Studie über das Verhalten und die Einstellungen der Schleswig-Holsteinischen Landtagsabgeordneten und Regierungsmitglieder der Nachkriegszeit in der NS-Zeit innerhalb der Gruppe der „oppositionell-gemeinschaftsfremden“ als Widerstandleistenden.

## Partei
Bereits als jugendlicher trat Oldorf der Sozialistischen Arbeiterjugend bei. Er trat 1922 der SPD bei und beteiligte sich 1924 an der Gründung des Reichsbanners Schwarz-Rot-Gold in Lübeck, wo er örtlicher Führer der Technischen Abteilung wurde. Anfang der 1930er Jahre war er SPD-Bezirksvorsitzender in Lübeck.
Ab 1945 beteiligte Oldorf sich am Wiederaufbau der SPD in Lübeck und wurde 1946 deren Zweiter Vorsitzender. Er war Delegierter zum ersten Nachkriegsparteitag der SPD, der vom 8. bis zum 11. April 1946 in Hannover stattfand. Von Juli 1951 bis zu seinem Eintritt in den Ruhestand 1962 war er Unterbezirkssekretär im Unterbezirk Mittelholstein mit Sitz in Neumünster.

## Abgeordneter
Oldorf war 1932/33 und erneut von 1946 bis 1951 Mitglied der Lübecker Bürgerschaft. Er gehörte ab dem 24. Juni 1946 den beiden ernannten Landtagen von Schleswig-Holstein und anschließend bis 1954 auch den ersten beiden gewählten Landtagen des nördlichsten Bundeslandes an, wo er den Wahlkreis Lübeck-Ost vertrat. Vom 27. November 1947 bis 1950 war er Vorsitzender des Verkehrsausschusses des Landtags. Der Landtag wählte ihn zum Mitglied der ersten Bundesversammlung, die am 12. September 1949 Theodor Heuss zum ersten Bundespräsidenten wählte.